# Thủy điện Nậm Củm
Thủy điện Nậm Củm là nhóm các thủy điện xây dựng trên dòng Nậm Củm tại vùng đất huyện Mường Tè tỉnh Lai Châu, Việt Nam .
- Thủy điện Nậm Củm 4 có công suất lắp máy 54 MW với 2 tổ máy, sản lượng điện hàng năm 237 triệu KWh, xây dựng tại xã Mường Tè, khởi công năm 2017, dự kiến hoàn thành năm 2019.[4]
- Thủy điện Nậm Củm 5 năm 2021 đang thi công, chưa có số liệu.
- Thủy điện Nậm Củm 6 22°35′13″B 102°39′05″Đ / 22,587081°B 102,651479°Đ có công suất lắp máy 7 MW, xây dựng tại xã Pa Ủ, hiện được xếp vào "7 dự án thủy điện ở Lai Châu có ảnh hưởng đến rừng tự nhiên" [5]

## Nậm Củm
Nậm Củm là phụ lưu cấp 1 bờ trái sông Đà , bắt nguồn từ hợp lưu các suối ở vùng núi ở phần bắc xã Pa Ủ huyện Mường Tè tỉnh Lai Châu 22°41′16″B 102°40′39″Đ / 22,687763°B 102,677445°Đ. Đường biên giới Việt - Trung phần lớn đi theo đường phân thủy ở các núi này.
Nậm Củm chảy uốn lượn về hướng tây nam rồi nam, đổ vào Sông Đà ở bản Nậm Củm xã Mường Tè 22°28′49″B 102°36′46″Đ / 22,480367°B 102,612883°Đ.
Cửa sông ở phía hạ lưu, từ Thủy điện Pắc Ma 22°33′58″B 102°31′4″Đ / 22,56611°B 102,51778°Đ chừng 18 km đường sông.

## Chỉ dẫn
1. ↑  Trong tiếng Tày-Thái "Nậm" đã có nghĩa là nước, sông, suối.